# Style-3!
style-3!（スタイルスリー）は、神奈川県、とくに川崎市を中心に活動するポップインストユニットである。

## 概要
高嶋英輔（ヴァイオリン）、長澤伴彦（コントラバス）によるポップインストユニット。『青空電車』（TVK「LOVEかわさき」エンディング曲）、『Cherry Soda』（FMヨコハマ「SWITCH! KAWASAKI」テーマ曲）、『きらめきBound!』（FM湘南ナパサ「MUSIC JAM」テーマ曲）などの楽曲提供といったように、神奈川県をメインに活動を行ってきたユニットであるが、現在は関東・中部・関西地方にも活動を広げている。演奏ジャンルは多岐に渡り、熱いラテン調のものから明るいポップなもの、クラシック、バラード、ロックなどあらゆるジャンルを取り入れている。また、ドラム、パーカッション、管楽器、和楽器、オーケストラ、子供たち、ダンサー、プラネタリウムや企業など様々なコラボレーションを実現。またジャンプやブリッジを行いながらのバイオリン演奏、コントラバスを回転させるなど、独特なパフォーマンスと躍動感あふれるステージ、そして老若男女が聴きやすく楽しめる楽曲を心がけており、年齢層、性別問わず幅広い層に支持されている。
デイテル・ジャパンから発売されているプレイステーション3用のソフト『湿式ブルーレイレンズクリーナー』に、クリーニング後の5.1chスピーカーチェック機能として、style-3!の演奏『Re:Birth』とオリジナルムービーが収録されているほか、映画館において映画サービスデーの新劇場CF（携帯電話のマナーのお願いのBGM）として『TRAP』が採用、またNHK横浜横浜サウンド☆クルーズのテーマ曲に『Sky on』が採用されるなど、活動の場を延ばしている。
「音楽のまち・かわさき」という川崎市の取り組みを受けて、2005年7月に市内の10社以上の企業や団体によって結成されたプロジェクトチーム「カワサキ ストリート ミュージック ミーティング」が主催する「カワサキ ストリート ミュージック バトル」（通称KSMB）の2008年（KSMB II）において、グランプリを受賞しており、同プロジェクトのバックアップを受けた市内イベントでの音楽活動も行なっている。
2009年からは、名門ライブハウス六本木STB139において毎年のようにワンマンライブを実施。
また、2010年11月川崎CLUB CITTA'（600名）、2012年5月横浜BLITZ（820名）、2012年9月静岡エコパアリーナ（700名）、2013年8月横浜関内ホール（1000名）、2016年4月赤坂BLITZ（1000名）と、大規模ホールにおけるワンマンライブを実施。
2014年8月10日にはインストインディーズ史上初、渋谷公会堂での2000人規模のワンマンライブを実施。さらに8月16日には日刊スポーツ主催神宮外苑花火大会明治神宮外苑軟式グラウンド会場（25,000人収容）への出演。、2016年～2017年には全国ツアーも行い、集客規模においても躍進を続けている。
オリジナル楽曲は80曲、年間ライブ活動日数180日。

## メンバー
高嶋英輔（たかしまえいすけ）（バイオリンおよび作曲担当）
ギターの先生であった父の影響を受け、5歳の頃から音楽を始めるが、父とは違う道を選びたいと初期の頃からバイオリンの道を目指す。大学では大学オケのコンサートマスターを経験。大学卒業後、司法書士事務所に就職するが、次第に「本気で音楽をやっていきたい」との考えが強まり、音楽一筋の道を選んで現在に至る。
style-3!以外の活動としては、修行時代にはバイオリニストNAOTOのローディーとして経験を積んでいる。2005年12月に行われた元m-floのLISAのチャリティーコンサートをバイオリンでサポートし、K-1音楽や映画音楽などにも活動の場を広げている。
style-3!の中では作曲も務める。常にショーマンシップを心掛けており、ジャンプやブリッジをしながらの演奏、背面演奏なども行なわれる。演奏中のジャンプで膝の半月板を損傷し、活動休止を余儀なくされたことがある。
長澤伴彦（ながさわともひこ）（コントラバス担当）
中学と高校でクラシックギター部に所属。ベースパートを支え、毎年のように全日本ギターコンクールで入賞を果たしていた。大学では大学オケのパートトップを経験。卒業後、大学時代の友人であった高嶋とバンドを結成する。
ジャンプやブリッジをする高嶋と共に、コントラバスを回しながらの演奏、蹴り上げての演奏などもよく行われる。

## 元メンバー
今井香織（いまいかおり）（ピアノ担当）
初代style-3!ピアニスト。当初7人組みバンドで活動していたがバンドの解散とともに3人でstyle-3!を結成。
桃瀬茉莉（ももせまり）（ピアノ担当、- 2008年10月5日）
3歳からピアノを始める。音大に進学するまではクラシックを専門に進めてきたが、後にクラシック以外のジャンルに興味を持ち、その後style-3!に参加。2008年10月5日のライブを最後に、style-3!を脱退。
堀江沙知（ほりえさち）（ピアノ担当、2008年10月12日 - 2015年2月28日）
3歳からピアノを始める。映画のCGデザイナーを目指して千葉大学デザイン工学科に入学したが、在学中に音楽理論を勉強し、大学卒業後に深井克則、林正樹に師事。このような経緯から、大学在学中には手指の障害を抱える人を対象とした楽器演奏補助具のデザインを考えるなど、音楽演奏者として以外の視点も持ち合わせている。2015年2月23日、みしまプラザホテル「盲導犬支援チャリティーコンサート」を最後に、style-3!を脱退。

## 賞歴
- 2006年8月13日、第2回修善寺桂座音楽賞にて初代グランプリを受賞する。なお、第1回は優勝者なしのため、第2回だが初代グランプリとなっている。[6]。
- 2008年7月21日、KSMB IIにてグランプリを受賞する。審査員の意見は満場一致、場内観客の得票数も断トツであった。なお、KSMBへの出場には川崎市内の企業や団体の推薦が必要であるが、ミューザ川崎ゲートプラザの推薦を受けての出場となっている。
- 2009年12月20日、厚木アーティストグランプリ'09にてグランプリを受賞する。観客の投票だけで決定する方式だが、2位に大差をつけての1位であった。修善寺、川崎に続く3個目のタイトルで、メンバーの堀江にとっては初めての栄冠となった。
- 2010年7月19日、サッポロシティジャズ　パークジャズライブコンテスト・ファイナリスト。
- 2010年10月15日、渋谷AXにおける東京バンドサミット・ファイナリスト。決勝戦にて動員賞を受賞。バイオリン高嶋英輔はベストプレーヤー賞を受賞。
- 2013年7月6日、渋谷O-EASTエマージェンザジャパン2013日本大会ファイナリスト。会場における観客支持（挙手）投票数は346票を獲得。2位（236票）に大きく差をつけての堂々第1位だったが、総合順位は3位であった。[7]

## 主な作品
星火
修善寺桂座音楽賞の初代グランプリの際のオリジナル演奏曲。
Re:Birth
デイテル・ジャパンから発売されているプレイステーション3用のソフト『湿式ブルーレイレンズクリーナー』の、クリーニング後の5.1chスピーカーチェック機能として収録。
青空電車
TVK「LOVEかわさき」エンディング曲。
Cherry Soda
FMヨコハマ「SWITCH! KAWASAKI」テーマ曲。
きらめきBound!
FM湘南ナパサ「MUSIC JAM」テーマ曲。
TRAP
TOHO系の映画館における、映画サービスデーの新劇場CF（携帯電話のマナーのお願い）のバック音楽として、2010年5月より採用。
river
TVK「LOVEかわさき」エンディング曲。
花雷
ニコニコ動画に視聴者に投稿された「新宿路上でやってたすごすぎるバイオリン演奏」にて60万再生され、音楽ジャンルで1位を獲得。その後YAHOO!映像トピックスでも1位を獲得した楽曲。その後、スマートフォンゲーム「東京ファントム」にも採用された。

## ディスコグラフィ

### シングル
|    | 発売日         | タイトル          | 規格品番   |
| -- | -------------- | ----------------- | ---------- |
| 1  | 2005年4月10日  | ソラの記憶        | 不明       |
| 2  | 2005年9月4日   | ひかりぼし        | 不明       |
| 3  | 2008年1月5日   | stories           | 不明       |
| 4  | 2008年7月21日  | 再生              | 不明       |
| 5  | 2011年7月18日  | 秀吉              | TACD-00002 |
| 6  | 2011年7月18日  | 復刻版            | 不明       |
| 7  | 2012年6月6日   | flowers           | TACD-00004 |
| 8  | 2013年4月24日  | 家康              | TACD-00005 |
| 9  | 2015年12月19日 | Limited edition!! | 不明       |
| 10 | 2016年12月14日 | 君に会いに行くよ  | TACD-00011 |
| 11 | 2018年4月1日   | Sparkling!        |            |
| 12 | 2019年5月15日  | flowers2          |            |

### アルバム
|    | 発売日         | タイトル              | 規格品番   |
| -- | -------------- | --------------------- | ---------- |
| 1  | 2005年12月16日 | ギンイロウズマキ      | 不明       |
| 2  | 2007年4月20日  | Shandy                | 不明       |
| 3  | 2009年8月14日  | きらきらDAYS          | TACD-00001 |
| 4  | 2011年11月20日 | Classic style         | TACD-00003 |
| 5  | 2014年6月11日  | Lively Colors         | TACD-00006 |
| 6  | 2014年8月10日  | style-3! ～revival～  | 不明       |
| 7  | 2014年12月3日  | style-3! on Orchestra | TACD-00007 |
| 8  | 2016年5月4日   | EVOKE!                | TACD-00008 |
|    | 2016年5月4日   | EVOKE!＜初回限定盤＞  |            |
| 9  | 2016年5月4日   | "The BEST"            | TACD-00010 |
| 10 | 2018年3月3日   | Ballad                |            |
| 11 | 2018年3月3日   | Aggressive            |            |
| 12 | 2019年1月16日  | Classic style 2       |            |
| 13 | 2020年7月18日  | Cheer up!             |            |
| 14 | 2023年6月21日  | 戦国                  |            |

### DVD
|   | 発売日         | タイトル                                                      | 規格品番   |
| - | -------------- | ------------------------------------------------------------- | ---------- |
| 1 | 2010年12月22日 | style-3! Live in STB139                                       | TABA-00001 |
| 2 | 2014年1月5日   | style-3!スペシャルワンマンライブ in 横浜BLITZ                 | TABA-00002 |
| 3 | 2014年3月4日   | Heart of style-3! -10years Love for you-                      | TABA-00003 |
| 4 | 2016年9月7日   | 2015 style-3!コンサート ”感情のシンフォニー”                  | TABA-00004 |
| 5 | 2018年12月22日 | BASHAMICHI SPL "MAXIMUM" Vol.14 style-3! Festival in Yokohama |            |